# 建初 (成漢)
建初（けんしょ）は、五胡十六国時代、成漢の君主李特及び李流の治世で使用された元号。303年 - 304年9月。

## 出来事
元年2月に李特は死没するが、李流により元号はそのまま使用された。『晋書』及び『魏書』では302年に建初と改元したと記録されているが、『資治通鑑』及び『太平御覧』には303年の改元とあり、一般に後者を採用している。

## 西暦・干支との対照表
| 建初 | 元年  | 2年   |
| 西暦 | 303年 | 304年 |
| 干支 | 癸亥  | 甲子  |